# Historischer Pyrrhonismus
Historischer Pyrrhonismus (lat. pyrrhonismus historicus) ist eine Ausprägung des Pyrrhonismus genannten radikalen Skeptizismus, die sich auf die Kritik der Möglichkeit von Erkenntnis über die Geschichte konzentrierte. Die in Frankreich ab dem 16. Jahrhundert entstandene Bezeichnung für die wissenschaftliche Skepsis erlebte im 18. Jahrhundert einen Aufschwung und wurde insbesondere auf einen überzogenen Hyperkritizismus angewandt, der die Möglichkeit historischer Erkenntnis radikal in Frage stellte oder überhaupt leugnete.
Die Bezeichnung ist vom griechischen Skeptiker Pyrrhon von Elis (ca. 360–270 v. Chr.) abgeleitet. Als Pyrrhonisten galten insbesondere die französischen Geschichtskritiker des 17. und 18. Jahrhunderts, die als Vorgänger der Chronologiekritiker des 20. Jahrhunderts betrachtet werden können.

## Vertreter
- Johann Burckhardt Mencke (1674–1732)
- Friedrich Wilhelm Bierling  (1676–1728)
- Jean Hardouin (1646–1729)
- François de La Mothe le Vayer (1588–1672)